# 所里沙子
所 里沙子（ところ りさこ、1985年4月30日 - ）は、日本の女優。埼玉県出身。血液型はB型。桐朋学園芸術短期大学演劇専攻卒業。

## 人物
- 趣味は舞台・映画鑑賞、ショッピング、人間観察など。
- 特技は琴（10年）、茶道、民舞、バレエ、バスケットボール（5年）、三点倒立・マット運動、料理作りなど。
- 三姉妹の次女である[1]。
- 血液型が同じB型の友達が多く、北村舞や菅由彩子、粕谷奈美、林沙織[2]と仲が良い[3][4]。

## 出演

### テレビ
- さんま&SMAP!美女と野獣のクリスマススペシャル （2006年12月、日本テレビ）
- インフォマーシャル

### テレビドラマ
- 土曜ワイド劇場「刑事の妻2」（テレビ朝日）
- パーフェクト・パートナー（2007年3月23日、WOWOW）
- 山田太郎ものがたり（2007年7月〜9月、TBS） - 星野千香子役
- 仮面ライダーキバ 第1話（2008年、テレビ朝日） - 参列者役
- 佐々木夫妻の仁義なき戦い（2008年、TBS）
- Cafe吉祥寺で（2008年、テレビ東京）
- 愛の劇場40周年記念番組「ラブレター」(2008年-2009年)（TBS） - 真澄役
- 恋のから騒ぎ〜LOVE STORIES VI〜「ライバルの女」（2009年、日本テレビ）
- 土曜プレミアム「最後の約束」（2010年、フジテレビ）
- 警視庁・捜査一課長 第8話（2016年、テレビ朝日） - 遠山宣子役
- 月曜名作劇場「新・十津川警部シリーズ1」（2017年、TBS） - 小坂井めぐみ役

### 映画
- The EARS（2007年）
- 浅草の姉妹（2008年） - 女給役
- 夏の幻(2008年)
- 代行のススメ（2009年）
- おくりびと怪奇譚(2009年)
- 肉食系女子。 (2010年)
- びじょ - a beautiful girl's nose -（2010年） - 主演
ショートショートフィルムフェスティバル2010「アジアインターナショナル部門&ジャパン部門」上映作品
- クネクネ（2010年）

### 舞台
- 月の子供（秦建日子作・演出　2007年、本多劇場）
- 大奥　（2007年10月、明治座）
- 水戸黄門　（2008年1月、御園座）
- ソラオの世界　（西田シャトナー作・演出　2009年5月、萬劇場）
- 大奥　（2010年6月明治座、7月博多座、11月松竹座）

### CM
- NTT西日本 「家族の絆」篇（2007年6月〜）
- アリコジャパン 「家族の安心」篇（2007年6月）